# Muammer Sarıkaya
Muammer Sarıkaya (Istanbul, 9 febbraio 1998) è un calciatore turco, centrocampista dell'İstanbulspor.

## Carriera
Cresciuto nel settore giovanile dell'İstanbulspor, ha esordito in prima squadra il 3 novembre 2015, in occasione dell'incontro di TFF 2. Lig vinto 4-1 contro il Kahramanmaraşspor. Negli anni successivi si è alternato tra l'İstanbulspor e diversi prestiti nelle serie minori turche, fino a debuttare in Süper Lig il 5 agosto 2022, nella sconfitta esterna per 2-0 contro il Trabzonspor.

## Statistiche

### Presenze e reti nei club
Statistiche aggiornate al 20 aprile 2023.
| Stagione            | Squadra             | Campionato          | Campionato | Campionato | Coppe nazionali | Coppe nazionali | Coppe nazionali | Coppe continentali | Coppe continentali | Coppe continentali | Altre coppe | Altre coppe | Altre coppe | Totale | Totale |
| Stagione            | Squadra             | Comp                | Pres       | Reti       | Comp            | Pres            | Reti            | Comp               | Pres               | Reti               | Comp        | Pres        | Reti        | Pres   | Reti   |
| ------------------- | ------------------- | ------------------- | ---------- | ---------- | --------------- | --------------- | --------------- | ------------------ | ------------------ | ------------------ | ----------- | ----------- | ----------- | ------ | ------ |
| 2015-2016           | İstanbulspor        | 2L                  | 4          | 0          | CT              | 0               | 0               |                    | -                  | -                  |             | -           | -           | 4      | 0      |
| 2016-gen. 2017      | İstanbulspor        | 2L                  | 1          | 0          | CT              | 1               | 0               |                    | -                  | -                  |             | -           | -           | 2      | 0      |
| gen.-giu. 2017      | Ofspor              | 2L                  | 7          | 0          | CT              | -               | -               |                    | -                  | -                  |             | -           | -           | 7      | 0      |
| lug.-dic. 2017      | Ofspor              | 3L                  | 2          | 1          | CT              | 3               | 0               |                    | -                  | -                  |             | -           | -           | 5      | 1      |
| Totale Ofspor       | Totale Ofspor       | Totale Ofspor       | 9          | 1          |                 | 3               | 0               |                    | -                  | -                  |             | -           | -           | 12     | 1      |
| dic. 2017-2018      | İstanbulspor        | 1L                  | 0          | 0          | CT              | 0               | 0               |                    | -                  | -                  |             | -           | -           | 0      | 0      |
| 2018-gen. 2019      | İstanbulspor        | 1L                  | 6          | 0          | CT              | 0               | 0               |                    | -                  | -                  |             | -           | -           | 6      | 0      |
| gen.-giu. 2019      | Başkent Akademi     | 2L                  | 14         | 0          | CT              | -               | -               |                    | -                  | -                  |             | -           | -           | 14     | 0      |
| 2019-2020           | Zonguldakspor       | 2L                  | 26         | 3          | CT              | 1               | 0               |                    | -                  | -                  |             | -           | -           | 27     | 3      |
| 2020-2021           | Esenler Erokspor    | 3L                  | 28+4       | 5+1        | CT              | 4               | 2               |                    | -                  | -                  |             | -           | -           | 36     | 8      |
| 2021-2022           | İstanbulspor        | 1L                  | 34+3       | 4+1        | CT              | 2               | 2               |                    | -                  | -                  |             | -           | -           | 39     | 7      |
| 2022-2023           | İstanbulspor        | SL                  | 25         | 0          | CT              | 1               | 0               |                    | -                  | -                  |             | -           | -           | 26     | 0      |
| Totale İstanbulspor | Totale İstanbulspor | Totale İstanbulspor | 70+3       | 4+1        |                 | 4               | 2               |                    | -                  | -                  |             | -           | -           | 77     | 7      |
| Totale carriera     | Totale carriera     | Totale carriera     | 154        | 15         |                 | 12              | 4               |                    | -                  | -                  |             | -           | -           | 166    | 19     |